# Jean-Claude Durand (football)
Pour les articles homonymes, voir Jean-Claude Durand et Durand.
Jean-Claude Durand, né le 26 novembre 1967 à Rognac et mort le 18 février 2006 à Ventabren, est un footballeur français évoluant au poste de milieu de terrain.

## Biographie
Jean-Claude Durand commence sa carrière en 1984 en jouant régulièrement avec l'équipe réserve de l'Olympique de Marseille. Il connaît trois apparitions en équipe première, lors des saisons 1985-1986 (1 match joué) et 1988-1989 (2 matchs joués), remportant le titre en 1989. Il devient ensuite un joueur cadre du FC Istres en 1990, avant d'être transféré au Nîmes Olympique en 1993. 
Il joue ensuite au Perpignan FC de 1995 à 1997 et termine sa carrière professionnelle au Sporting Club de Toulon en 1998.

## Palmarès
- Olympique de Marseille :
  - Champion de France en 1989